# Dioscorea cuspidata
Dioscorea cuspidata är en enhjärtbladig växtart som beskrevs av Alexander von Humboldt, Aimé Bonpland och Carl Ludwig von Willdenow. Dioscorea cuspidata ingår i släktet Dioscorea och familjen Dioscoreaceae. Inga underarter finns listade i Catalogue of Life.